# Заґає (Вармінсько-Мазурське воєводство)
Заґає (пол. Zagaje, нім. Hasselpusch) — село в Польщі, у гміні Лельково Браневського повіту Вармінсько-Мазурського воєводства.
Населення — 674 особи (2011).
У 1975-1998 роках село належало до Ельблонзького воєводства.

## Демографія
Демографічна структура станом на 31 березня 2011 року:
|          | Загалом | Допрацездатний вік | Працездатний вік | Постпрацездатний вік |
| -------- | ------- | ------------------ | ---------------- | -------------------- |
| Чоловіки | 331     | 66                 | 234              | 31                   |
| Жінки    | 343     | 70                 | 198              | 75                   |
| Разом    | 674     | 136                | 432              | 106                  |